# 레인저 7호

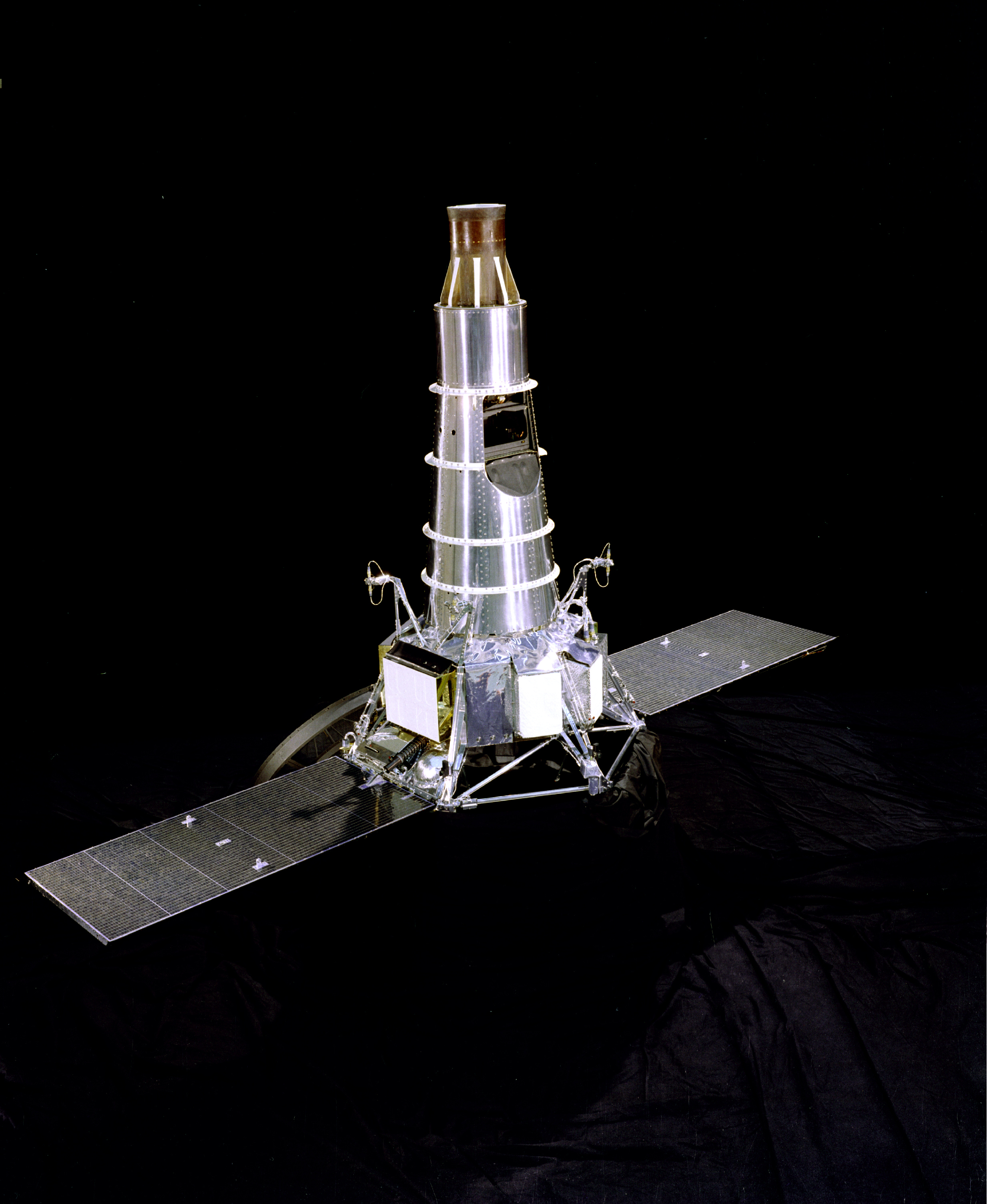

레인저 7호(Ranger 7)는 달 표면의 근접 이미지를 지구로 성공적으로 전송한 미국 최초의 우주 탐사선이었다. 이는 또한 레인저 계획의 최초의 완전한 성공적인 비행이기도 했다. 1964년 7월 28일에 발사된 레인저 7호는 달 충돌 궤적을 달성하고 충돌까지 비행의 마지막 몇 분 동안 달 표면의 고해상도 사진을 전송하도록 설계되었다.
우주선에는 이러한 목표를 달성하기 위해 2개의 광각(채널 F, 카메라 A 및 B)과 4개의 협각(채널 P) 등 6개의 텔레비전 비디오 카메라가 탑재되었다. 카메라는 두 개의 별도 체인 또는 채널로 배열되었으며 각 채널에는 별도의 전원 공급 장치, 타이머 및 송신기가 내장되어 있어 최고의 신뢰성과 고품질 비디오 사진을 얻을 가능성이 높다. 레인저 7호는 비행 마지막 17분 동안 4,300장 이상의 사진을 전송했다. 68.6시간의 비행 후 우주선은 구름의 바다와 폭풍의 대양 사이에 착륙했다. 이 착륙 지점은 나중에 인식의 바다으로 명명되었다. 충돌 속도는 초당 1.62마일이었고 우주선의 성능은 기대치를 뛰어 넘었다. 우주선에서는 다른 실험이 수행되지 않았다.

## 같이 보기
- 레인저 계획